# Manuel Alcántara
Manuel Porras Alcántara, més conegut com Manuel Alcántara   (Màlaga, 10 de gener de 1928 - Màlaga, 17 d'abril de 2019) va ser un poeta, escriptor i periodista espanyol, amb una dilatada carrera professional. En 2001 va rebre la Medalla d'or d'Andalusia.

## Biografia
Manuel Alcántara va néixer al Carrer del Agua del barri de la Victòria (Màlaga) el 10 de gener de 1928. La Guerra Civil Espanyola serà un dels records que el marcaran des de la seva infància. Per motius laborals del seu pare, va haver de desplaçar-se a Madrid, on compliria els 18 anys i entraria en la universitat per estudiar Dret, carrera que va deixar inacabada. A la capital espanyola va conèixer qui seria la seva esposa, Paula Sacristán, amb la qual va contreure matrimoni en 1953 i va tenir a la seva única filla. La seva esposa va morir a la província de Màlaga el 20 de novembre de 2007.

## Inicis de la seva carrera
La seva estrena poètica va ser en 1951 -a l'edat de 23 anys- a l'entorn dels cafès literaris de Madrid, en el sisè recital de la III Sèrie de lectures poètiques denominades ‘Versos a medianoche’. En 1953 estrena Alforjas para la poesía en el teatre Chapí, obtenint alguns premis en els Jocs Florals de Lorca i Gijón. Dos anys més tard, amb el seu primer llibre: Manera de Silencio (1955), obté el Premi de Poesia Antonio Machado i, posteriorment, el Premi Nacional de Literatura per Ciudad de entonces (1961)
Quant a la premsa, el seu inici va ser tardà, en 1958 i amb 30 anys a La Hora. Semanario de los Estudiantes Españoles. El salt a la premsa nacional es produeix a través del diari Arriba, a partir d'aquest moment les seves col·laboracions en diverses publicacions van ser ininterrompudes i molt conegudes, per la qual cosa aviat aconseguiria les capçaleres més importants de la premsa espanyola.
Va col·laborar en els diaris Pueblo, Ya, Arriba, Marca i La Hoja del Lunes. A més, ha participat en la revista Época i en nombrosos programes de Ràdio Nacional d'Espanya o la COPE. També ha col·laborat en Televisió Espanyola, en espais relacionats amb el futbol, esport del que és un gran coneixedor. Com a corresponsal esportiu ha viatjat per Sud-amèrica, Itàlia i Japó; des de fa anys resideix a Rincón de la Victoria (Màlaga) des d'on escriu diàriament la seva columna per al grup Vocento.
Durant més de 20 anys escriví una columna diària que es publica com a primera signatura en la contraportada dels diaris del Grup Vocento (entre altres Diario Sur, El Correo i Las Provincias).

## Publicacions

### Premsa
- 1997: Fondo Perdido.
- 1998: Vuelta de Hoja.
- Los otros días.
- 2002: Málaga nuestra.

### Literatura
- 1955: Manera de silencio (Premi de Poesía Antonio Machado)
- 1958: El embarcadero.
- 1961: Plaza Mayor.
- 1962: Ciudad de entonces (Premi Nacional de Literatura en 1962)
- 1963: La Mitad del tiempo. (Recopilació dels 4 llibres anteriors)
- 1983: Anochecer privado.
- 1984: Sur, paredón y después.
- 1985: Este verano en Málaga (Premi Ibn Zaydun)
- 1986: Antología poética.
- 1992: La misma canción.
- 2003: Lo mejor del recuerdo.
- 2004: Travesía. Antología Poética, 1955-2004.
- 2008: Antología personal.

## Premis

### Premsa
- 1955: Premio Juventud.
- 1965: Premi Luca de Tena ("Pablo VI en Harlem")
- 1975: Premi Mariano de Cavia ("Federico Muelas")
- 1978: Premi César González-Ruano ("Tono")
- 1993: Premi Periodístic Comitè Espanyol d'UNICEF.
- 1997: Premi Javier Bueno de l'Associació de la Premsa de Madrid.
- 2006: Premio El Torreón de la Fundació Wellington.
- 2009: Premio Joaquín Romero Murube ("Cansinos vuelve a Sevilla")

### Literatura
- 1962: Premi Nacional de poesia de les Lletres Espanyoles, per Ciudad de entonces.
- Premi José María Pemán.
- 2001: Premi La pluma de oro de l'Escriptura de Parker Waterman.